# Cornelius-Bruderschaft
Cornelius-Bruderschaften nennen sich religiöse Bruderschaften, die sich speziell der Verehrung des heiligen Papstes Cornelius widmen. Bekannt sind insgesamt 32 Cornelius-Bruderschaften, davon 19 in den Niederlanden, sieben in Deutschland und sechs in Belgien. Meist befinden sie sich in Pfarrgemeinden, deren Kirche dem heiligen Cornelius geweiht ist. Einige existieren inzwischen nicht mehr, andere dürften angesichts der nachlassenden Religiosität an Bedeutung verloren haben und vielleicht nur noch wenige Mitglieder aufweisen. Ein anderer Teil ist nur noch Schützenbruderschaft oder war es von Anfang an, hatte sich aber Cornelius zum Schutzpatron erkoren. 

## Entstehung
Die meisten waren oder sind in erster Linie „Gebetsbruderschaften“. So nennt im niederländischen Roosendaal die Satzung der Bruderschaft folgende Ziele: Die Verehrung des Heiligen zu fördern, durch seine Fürsprache den Segen für die Kinder zu erflehen und Genesung von Krämpfen, Gicht, Epilepsie und Nervenleiden zu erhalten. Den Mitgliedern der Bruderschaft, die beichteten, kommunizierten und an bestimmten Tagen in der Kirche beteten, wurde ein vollkommener Ablass gewährt. 
Trotz der Bezeichnung Bruderschaft konnten in einer Anzahl von ihnen auch Frauen und Kinder Mitglied werden. Häufig war der Gemeindepfarrer Präses der Bruderschaft. 
Die älteste bekannte Cornelius-Bruderschaft ist die „St. Cornelius Schützenbruderschaft Lamersdorf“ im Kreis Düren, die 1421 gegründet wurde. Nicht viel jünger ist die „St. Cornelius-Schützenbruderschaft Dülken-Nette“ von 1460 in Viersen-Dülken, die noch heute (2007) alle vier Jahre ihr großes viertägiges Schützenfest feiert. Die Cornelius-Bruderschaft von Straelen-Broekhuysen wurde der örtlichen Überlieferung zufolge um 1500 gegründet; sie besaß früher sogar eine eigene Cornelius-Kapelle. In den Niederlanden wurde in Landerd-Zeeland um 1540 eine Cornelius-Bruderschaft ins Leben gerufen, die noch heute als Schützengilde fortbesteht. In Belgien entstanden Cornelius-Bruderschaften 1681 in Snaaskerke in der Diözese Tournai, 1763 in Sint Pieters-Voeren im Bistum Lüttich und 1768 in Zandvoorde bei Ypern.
Im 19. und zu Beginn des 20. Jahrhunderts kamen weitere Gründungen hinzu, vor allem in den Niederlanden, wo die Cornelius-Verehrung in dieser Zeit einen neuen Aufschwung nahm. Zu den jüngsten Gründungen zählen die Bruderschaften im belgischen Sint Amands in der Provinz Antwerpen (1933), im niederländischen Hooge Mierde in der Provinz Noord-Brabant (1936 bis 1998) und in Deutschland in Monschau-Rohren im Kreis Aachen. Der 1958 gegründeten „St. Cornelius Schützenbruderschaft Rohren e.V.“ gehörten im Jahre 1994 80 Männer an (bei insgesamt knapp 700 Einwohnern).
Noch 1970 wurde auf Initiative engagierter Einwohner die „Cornelius-Gesellschaft“ in Neuss-Selikum gegründet, die es sich zur Aufgabe macht, die Tradition der dortigen Cornelius-Verehrung zu erhalten.

## Mitgliederzahlen
Die Zahl der Mitglieder in den verschiedenen Cornelius-Bruderschaften war sehr unterschiedlich und schwankte zum Teil stark im Laufe der Zeit. Häufig stammten die Mitglieder nicht nur aus den betreffenden Orten. Da diese oft gleichzeitig Wallfahrtsstätten waren, ließen sich auch viele Pilger als Mitglieder einschreiben. Die größte bekannte Mitgliederzahl einer Cornelius-Bruderschaft ist die von ’s-Hertogenbosch-Bokhoven in den Niederlanden. Um 1900 umfasste sie mehr als 22.000 Mitglieder; 1939 noch fast 20.000. Viele ließen dort schon ihre Neugeborenen als Mitglieder aufnehmen. Auch von anderen Orten der Niederlande sind hohe Mitgliederzahlen bekannt: In Roosendaal hatte die 1916 entstandene Bruderschaft zu ihrem Höhepunkt um 1930 schätzungsweise 6.000 Mitglieder. In Etten-Leur in Noord-Brabant, wo 1913 eine Cornelius-Bruderschaft („Broederschap van den H. Cornelius“) gegründet worden war, umfasste die Mitgliederliste der Jahre 1917–1936 rund 5.000 Personen, 1960 waren es noch rund 1.000 Mitglieder. Die 1897 gegründete Cornelius-Bruderschaft in Hulst-Lamswaarde hatte 1925 4.607 Mitglieder; im Zeitraum 1963–1981 waren es noch 1.533. Andererseits hatte die 1927 in Cranendonck-Gastel gegründete Bruderschaft nur 350 Mitglieder, jedoch nur männliche.